# Староград
Староград (бел. Стараград) — деревня в Кормянском районе Гомельской области Беларуси. Административный центр Староградского сельсовета.

## География

### Расположение
В 16 км на запад от Кормы, в 44 км от железнодорожной станции Рогачёв (на линии Могилёв — Жлобин), в 94 км от Гомеля.

### Гидрография
На реке Добрица (приток реки Добрич).

## Транспортная сеть
Рядом автодорога Корма — Ямное. Планировка состоит из 2 частей: южной (короткая улица с широтной ориентацией) и северной (короткая улица, ориентированная с юго-востока на северо-запад, к которой с востока присоединяется переулок). Застройка преимущественно деревянная, двусторонняя, усадебного типа.

## История
О деятельности человека в этих местах с давних времён свидетельствует курганный могильник, обнаруженный археологами в 0,2 км на север от хозяйственного двора совхоза. Об этом свидетельствует и найденный здесь в 1917 году клад серебряных талеров XVII века. Согласно письменным источникам известна с XIX века как деревня в Довской волости Рогачёвского уезда Могилёвской губернии. В 1847 году в составе поместья Староград, входили также деревни Хизовская Буда и Пасека. С 1850 года работала сукновальня. Хозяин поместья владел здесь в 1874 году 1004 десятинами земли, 2 мельницами и сукновальней, полученными им по наследству. В 1909 году — 862 десятины земли.
С 16 июля 1954 года центр Староградского сельсовета Рогачёвского, с 6 января 1965 года — Чечерского, с 30 июля 1966 года — Кормянского районов Гомельской области.
В 1931 году жители вступили в колхоз, работали ветряная мельница и кузница. В 1940 году к деревне присоединены посёлки Криничный, Загалковье и Заречье. Во время Великой Отечественной войны в боях около деревни погибли 19 советских солдат (похоронены в братской могиле в центре деревни). На фронтах и в партизанской борьбе погибли 269 жителей, память о них увековечивает стела, установленная в 1976 году на южной окраине деревни. Согласно переписи 1959 года центр совхоза «Староградский». Расположены комбинат бытового обслуживания, Дом культуры, библиотека, отделение связи, столовая, магазин, фельдшерско-акушерский пункт, детский сад.
В состав Староградского сельсовета входили посёлки до 1939 года Мышевка, до 1940 года Загалковье, Криничный (в настоящее время не существуют).

## Население

### Численность
- 2004 год — 122 хозяйства, 349 жителей

### Динамика
- 1897 год — 57 жителей (согласно переписи)
- 1909 год — 7 дворов, 22 жителя
- 1959 год — 208 жителей (согласно переписи)
- 2004 год — 122 хозяйства, 349 жителей

## Достопримечательность
- Братская могила воинов, погибших у деревни во время боёв с фашистами
- Обелиск погибшим землякам